# 苦难的历程
《苦难的历程》（羅馬化：Khozhdenie po mukam，直译：「通往各各他之路」）是苏联作家阿列克谢·尼古拉耶维奇·托尔斯泰创作的三部曲长篇小说，由《两姊妹》（1918年—1922年）《一九一八年》（1927年—1928年）《阴暗的早晨》（1940年—1941年）组成，展现了俄国知识分子在1917年革命事件发生前后的命运和选择。
《苦难的历程》史诗式地描写了卡佳与达莎两姐妹与她们各自所爱的人罗欣、捷列金在1913年—1919年所经历的彷徨、苦闷、求索，在大时代血与火考验中逐步走向革命的历程。语言朴素，心理描写细腻深刻，情节生动流畅。阿·托尔斯泰说他的这部作品也就是知识分子“失去了祖国而又重新得到了她”。